# Idaea griseocorsa
Idaea griseocorsa là một loài bướm đêm trong họ Geometridae.